# Шувалов, Владимир Константинович
Шува́лов Владимир Константинович (3 октября 1946 года, Москва, СССР — 8 февраля 2019 года, Москва) — советский пловец,  серебряный призёр в эстафетном плавании 4×100 м вольным стилем Чемпионата Европы 1966 года в Утрехт. Член сборной команды СССР по плаванию 1963—1968 годов. Ученик заслуженного тренера РСФСР Нины Нестеровой, Мастер спорта СССР, судья республиканской категории.

## Спортивная карьера
18-летний пловец Владимир Шувалов успешно дебютировал на XVIII Летних Олимпийских игр 1964 года в Токио. В составе сборной мужской команды СССР плыл в эстафетах 4×100 м комплексное плавание и 4×100 м вольным стилем, в которых наши спортсмены заняли четвёртое и шестое места соответственно. Однако, уже в 1966 году на Чемпионате Европы по водным видам спорта в Утрехт, (Нидерланды) выиграл серебро в эстафетном плавании 4×100 м вольным стилем с результатом 3:37.5.
- Чемпион СССР 1964 года на дистанции 100 м вольным стилем.
- Серебряный призёр чемпионата СССР 1966 (100 м, 200 м вольным стилем).
- В период 1963—1966 годов установил 12 национальных рекордов на дистанциях 100 м и 200 м вольным стилем, в кролевых эстафетах, а также на дистанции 200 м комплексным плаванием[3].

После окончания спортивной карьеры работал тренером ДЮСШ «Динамо», заместителем директора бассейна «Динамо». Являлся членом организации ветеранов войны, труда и спорта МГО ВФСО «Динамо».
Награждён медалями «Ветеран труда», знаком «Отличник физической культуры и спорта России» и почётным знаком «За заслуги в развитии физической культуры и спорта России».